# Нордхакштедт
Нордхакштедт (нем. Nordhackstedt) — община в Германии, в земле Шлезвиг-Гольштейн. 
Входит в состав района Шлезвиг-Фленсбург. Подчиняется управлению Шаффлунд.  Население составляет 486 человек (на 31 декабря 2010 года). Занимает площадь 12,47 км².